# Reptalus cuspidata
Reptalus cuspidata är en insektsart som först beskrevs av Franz Xaver Fieber 1876.  Reptalus cuspidata ingår i släktet Reptalus och familjen kilstritar. Inga underarter finns listade i Catalogue of Life.